# Crocothemis saxicolor
Crocothemis saxicolor – gatunek ważki z rodziny ważkowatych (Libellulidae).